# Links- und rechtsseitige Stetigkeit
Links- und rechtsseitige Stetigkeit beschreibt in der Mathematik die Eigenschaft, dass eine Funktion nur von einer Seite aus gesehen stetig ist. Durch die „Aufteilung“ der Stetigkeit in linksseitige und rechtsseitige Stetigkeit hat man die Eigenschaft einer stetigen Funktion, „keine Sprünge“ zu machen, aufgeteilt in die Eigenschaften, keine Sprünge zu machen, wenn man sich dem betrachteten Punkt von links bzw. von rechts nähert.
Mathematisch wird einseitige Stetigkeit mithilfe von einseitigen Grenzwerten beschrieben. Ein einseitiger Grenzwert nähert sich dem Wert nur von einer Seite, man unterscheidet also zwischen einem linksseitigen und rechtsseitigen Grenzwert.

Graph einer in linksseitig stetigen Funktion.

## Definition
Eine Funktion {\displaystyle f} heißt linksseitig stetig in einem Punkt ihres Definitionsbereichs {\displaystyle x_{0}\in D_{f}\subseteq \mathbb {R} }, wenn für den linksseitigen Grenzwert die Gleichung
{\displaystyle \lim _{x\to x_{0}-}f(x)=f(x_{0})}
gilt, 
dazu äquivalent wenn die Einschränkung von {\displaystyle f} auf {\displaystyle ]-\infty ,x_{0}]\cap D_{f}} stetig in {\displaystyle x_{0}} ist, oder ebenfalls dazu äquivalent wenn die Bedingung 
{\displaystyle (a_{n})_{n\in \mathbb {N} }\to x_{0}\Longrightarrow (f(a_{n}))_{n\in \mathbb {N} }\to f(x_{0})}
für alle streng monoton steigenden Folgen {\displaystyle (a_{n})_{n\in \mathbb {N} }} in {\displaystyle D_{f}} gilt.
Analog ist der Begriff der rechtsseitigen Stetigkeit (z. B. über streng monoton fallende Folgen) definiert.
Die Stetigkeit von {\displaystyle f} in {\displaystyle x_{0}} ist dann äquivalent dazu, dass die Funktion sowohl linksseitig als auch rechtsseitig in {\displaystyle x_{0}} stetig ist. Dies ermöglicht eine Klassifizierung von Unstetigkeitsstellen.
Es gibt Autoren, die linksseitig stetig zu linksstetig und rechtsseitig stetig  zu rechtsstetig verkürzen.

## Beispiele
Die Heaviside-Funktion ist in 0 rechtsseitig, aber nicht linksseitig stetig. Die Vorzeichenfunktion ist in 0 dagegen weder linksseitig noch rechtsseitig stetig.